# 第1回全日本実業団対抗駅伝競走大会
第1回全日本実業団対抗駅伝競走大会（だい1かいぜんにほんじつぎょうだんたいこうえきでんきょうそうたいかい）は1957年3月3日に三重県で開催された全日本実業団対抗駅伝競走大会である。

## 概要
記念すべき第1回は、伊勢市の伊勢神宮豊受大神宮（外宮）前から二見・鳥羽・磯部を経て阿児町（現:志摩市）賢島で折り返す、往復・計83.5kmを舞台に14チームによって争われた。当日は晴天で、ほぼ無風であった。大会は午前11時に始まり、全7区間中5区間で区間賞を獲得した八幡製鐵が、2位以下を5分近く引き離して初代王者となった。
伊勢志摩国立公園の指定から10周年を記念した事業でもあった。
なお、同日に、東京 - 小田原間で「全国実業団駅伝」も開催され、森永製菓が4時間28分4秒の大会新記録で優勝している。

## 出場チーム
すべて初出場
- 旭化成
- 石野染工
- 大阪ガス
- 倉敷レーヨン
- 神戸製鋼
- 国鉄
- 住友金属
- 全鐘紡
- 大日本紡績
- 中央発條
- 電電近畿
- 東洋ベアリング
- 富士製鐵
- 八幡製鐵

## 成績
- 1位　八幡製鐵　4時間27分58秒[3]
- 2位　旭化成　4時間32分21秒[1]
- 3位　国鉄　4時間37分11秒[1]
- 4位　全鐘紡[1]　4時間37分31秒
- 5位　富士製鐵[1]　4時間38分6秒
- 6位　東洋ベアリング[1]　4時間39分39秒
- 7位　倉敷レーヨン　4時間41分46秒
- 8位　中央発條　4時間47分48秒
- 9位　神戸製鋼　4時間50分28秒
- 10位　大阪ガス　4時間53分57秒
- 11位　大日本紡績　4時間54分7秒
- 12位　石野染工　4時間57分18秒
- 13位　住友金属　5時間4分54秒
- 14位　電電近畿　5時間15分6秒

## 区間賞
- 1区（16.1㎞）　井上治（富士製鐵）51分16秒
- 2区（15.65㎞）　高橋進（八幡製鐵）49分38秒
- 3区（10㎞）　代本丈春（八幡製鐵）32分45秒
- 4区（10㎞）　小野憲也（旭化成）33分1秒
- 5区（15.65㎞）　三村清登（八幡製鐵）51分
- 6区（8.05㎞）　岡山典郎（八幡製鐵）25分25秒
- 7区（8.05㎞）　室矢芳隆（八幡製鐵）24分42秒